# America's Next Top Model (sedicesima edizione)
La sedicesima stagione di America's Next Top Model è andata in onda sul canale The CW dal 23 febbraio al 18 maggio 2011; destinazione internazionale per le prime cinque classificate è stata Marrakech, Marocco.
La vincitrice, la diciannovenne Brittani Kline da Beech Kreek, Pennsylvania, ha portato a casa un contratto con la CoverGirl, un contratto con la IMG Models e la copertina su Vogue Italia.

## Concorrenti
| Concorrente        | Età1 | Altezza | Provenienza                  | Posizione                  |
| ------------------ | ---- | ------- | ---------------------------- | -------------------------- |
| Angelia Alvarez    | 20   | 178 cm  | Pembroke Pines, Florida      | Eliminata nell'episodio 1  |
| Ondrei Edwards     | 18   | 170 cm  | Muskegon, Michigan           | Ritirata nell'episodio 2   |
| Nicole Lucas       | 20   | 180 cm  | Orlando, Florida             | Eliminata nell'episodio 2  |
| Dominique Waldrup  | 23   | 175 cm  | Houston, Texas               | Eliminata nell'episodio 3  |
| Sara Longoria      | 18   | 178 cm  | Edinburg, Texas              | Eliminata nell'episodio 4  |
| Dalya Morrow       | 21   | 175 cm  | Corona, California           | Eliminata nell'episodio 5  |
| Monique Weingart   | 19   | 180 cm  | Hebron, Illinois             | Eliminata nell'episodio 6  |
| Mikaela Schipani   | 21   | 175 cm  | Boca Raton, Florida          | Eliminata nell'episodio 7  |
| Jaclyn Poole       | 20   | 178 cm  | Belton, Texas                | Eliminata nell'episodio 8  |
| Kasia Pilewicz     | 26   | 175 cm  | Wheaton, Illinois            | Eliminata nell'episodio 10 |
| Alexandria Everett | 21   | 178 cm  | Huntington Beach, California | Eliminata nell'episodio 11 |
| Hannah Jones       | 20   | 178 cm  | Houston, Texas               | Eliminata nell'episodio 12 |
| Molly O'Connell    | 22   | 178 cm  | Charleston, Carolina del Sud | Seconda classificata       |
| Brittani Kline     | 19   | 179 cm  | Beech Creek, Pennsylvania    | Vincitrice                 |

 1 L'età delle concorrenti si riferisce all'anno della messa in onda del programma

## Makeover
- Alexandria: Volume
- Brittani: Caschetto nero con frangia
- Dalya: Extension
- Dominique: Extension ricce di colore rosso
- Hannah: Extension e volume
- Jaclyn: Volume
- Kasia: Extension
- Mikaela: Extension (poi rimosse)
- Molly: Extension ricce (poi rimosse)
- Monique: Extension e volume
- Sara: Taglio mascolino

## Ordine di eliminazione
| Order | Episodi    | Episodi    | Episodi    | Episodi    | Episodi    | Episodi    | Episodi    | Episodi    | Episodi    | Episodi    | Episodi  | Episodi  | Episodi |  |
| Order | 1          | 2          | 3          | 4          | 5          | 6          | 7          | 8          | 10         | 11         | 12       | 13       |         |  |
| ----- | ---------- | ---------- | ---------- | ---------- | ---------- | ---------- | ---------- | ---------- | ---------- | ---------- | -------- | -------- | ------- |  |
| 1     | Molly      | Hannah     | Alexandria | Kasia      | Hannah     | Brittani   | Jaclyn     | Brittani   | Brittani   | Molly      | Molly    | Brittani |         |  |
| 2     | Brittani   | Brittani   | Molly      | Hannah     | Brittani   | Kasia      | Hannah     | Kasia      | Molly      | Brittani   | Brittani | Molly    |         |  |
| 3     | Alexandria | Monique    | Brittani   | Jaclyn     | Monique    | Molly      | Molly      | Hannah     | Alexandria | Hannah     | Hannah   |          |         |  |
| 4     | Mikaela    | Mikaela    | Jaclyn     | Dalya      | Jaclyn     | Jaclyn     | Brittani   | Alexandria | Hannah     | Alexandria |          |          |         |  |
| 5     | Dalya      | Sara       | Hannah     | Monique    | Alexandria | Mikaela    | Alexandria | Molly      | Kasia      |            |          |          |         |  |
| 6     | Hannah     | Kasia      | Kasia      | Molly      | Mikaela    | Hannah     | Kasia      | Jaclyn     |            |            |          |          |         |  |
| 7     | Jaclyn     | Dominique  | Dalya      | Mikaela    | Molly      | Alexandria | Mikaela    |            |            |            |          |          |         |  |
| 8     | Ondrei     | Alexandria | Mikaela    | Brittani   | Kasia      | Monique    |            |            |            |            |          |          |         |  |
| 9     | Sara       | Molly      | Monique    | Alexandria | Dalya      |            |            |            |            |            |          |          |         |  |
| 10    | Monique    | Jaclyn     | Sara       | Sara       |            |            |            |            |            |            |          |          |         |  |
| 11    | Nicole     | Dalya      | Dominique  |            |            |            |            |            |            |            |          |          |         |  |
| 12    | Kasia      | Nicole     |            |            |            |            |            |            |            |            |          |          |         |  |
| 13    | Dominique  | Ondrei     |            |            |            |            |            |            |            |            |          |          |         |  |
| 14    | Angelia    |            |            |            |            |            |            |            |            |            |          |          |         |  |

- Nell'episodio 2, poco prima della classifica dei giudici, Ondrei lascia il programma.
- L'episodio 9 è il riassunto dei precedenti.

     La concorrente è stata eliminata
     La concorrente ha lasciato la gara volontariamente
     La concorrente ha vinto la competizione

## Servizi fotografici
- Episodio 1: Backstage di una sfilata.
- Episodio 2: Foto con api e gioielli.
- Episodio 3: Alta moda in un ranch ispirata ad Alice nel paese delle meraviglie.
- Episodio 4: Pubblicità di un caffè in stile rétro.
- Episodio 5: Con pelliccia ecologica di Rachel Zoe e cuccioli di giaguaro.
- Episodio 6: Bionde contro Brune in gruppo coperte di fango.
- Episodio 7: Pazze per la moda negli Universal Studios.
- Episodio 8: Alta moda ecologica in una discarica.
- Episodio 10: Nomadi su un cammello.
- Episodio 11: Donne marocchine al mercato di Jamaa el Fna
- Episodio 12: Storia d'amore con un modello sulla spiaggia di Marrakesh.
- Episodio 13: Pubblicità CoverGirl Lip Perfection Lipcolor e copertina per Vogue Italia